# Polypodium (animal)
Polypodium és un gènere d'animals paràsits (hi ha també el gènere de falgueres anomenat Polypodium)
El gènere d'animals Polypodium és l'únic dins la família Polypodiidae.
Polypodium hydriforme és un paràsit dels ous de l'esturió i d'altres peixos similars (de les famílies Acipenseridae i Polyodontidae). És un dels pocs metazous que viuen dins les cèl·lules d'altres animals.
La posició taxonòmica dels Polypodium no està clara. Anteriorment es classificava com Narcomedusae, però actualment s'ubica dins de la seva pròpia classe Polypodiozoa, més sovint es considera com cnidaris.